# Howard (Wisconsin)
Howard es una villa ubicada en el condado de Brown en el estado estadounidense de Wisconsin. En el Censo de 2010 tenía una población de 17.399 habitantes y una densidad poblacional de 291,07 personas por km².

## Geografía
Howard se encuentra ubicada en las coordenadas 44°34′7″N 88°4′18″O / 44.56861, -88.07167. Según la Oficina del Censo de los Estados Unidos, Howard tiene una superficie total de 59.78 km², de la cual 46.89 km² corresponden a tierra firme y (21.56%) 12.89 km² es agua.

## Demografía
Según el censo de 2010, había 17.399 personas residiendo en Howard. La densidad de población era de 291,07 hab./km². De los 17.399 habitantes, Howard estaba compuesto por el 93.78% blancos, el 1.5% eran afroamericanos, el 1.18% eran amerindios, el 1.32% eran asiáticos, el 0.02% eran isleños del Pacífico, el 0.61% eran de otras razas y el 1.59% pertenecían a dos o más razas. Del total de la población el 2.36% eran hispanos o latinos de cualquier raza.